# Der gute Lappen
Der gute Lappen (zuerst: Das gute Pflaster) ist ein Fragment eines Märchens (ATU 561). Es stand in den Kinder- und Hausmärchen der Brüder Grimm nur in der Erstauflage von 1812 zusammen mit drei anderen unter dem Obertitel Fragmente an Stelle 85 (KHM 85d).

## Inhalt
Zwei Nähersschwestern haben einen Lappen geerbt, der alles zu Gold macht. Als die kluge, ältere von der Kirche heimkommt, hat ihn die dumme bei einem Juden, der wohl Bescheid wusste, gegen einen neuen getauscht.
In Klammer wird der Fortgang der Handlung angedeutet: Der Jude wird ein Hund, die Mädchen Hühner, dann Menschen und prügeln den Hund tot.

## Herkunft
Jacob Grimms Handschrift mit dem Titel Das gute Pflaster notiert mündlich (vielleicht Familie Hassenpflug). Die sinngemäß unveränderte Druckfassung trug zuerst den gleichen Titel. Sie wurde nachträglich noch einmal unwesentlich geändert (Gold statt Geld) und in Der gute Lappen umbenannt. Jacob Grimm notierte handschriftlich: Ist wenig werth.
Die Anmerkung vergleicht Aladin aus Tausendundeine Nacht, wo eine Lampe aus Dummheit gegen eine neue getauscht wird. Ferner eine mittelhochdeutsche Verserzählung Der Sperber: Die Tochter verkauft sich einem Liebhaber für einen Sperber, während die Mutter zur Kirche ist; Jacob Grimm notierte ergänzend Das Häselein.
Zum Gold machenden Lappen vgl. KHM 99. Das Verscherbeln eines wertvollen Gegenstandes ist ein Motiv in Schwänken, z. B. KHM 59, 104. Die Klammer deutet einen Verwandlungswettkampf an, wie in KHM 68.